# Генріх Леманн-Вілленброк
Генріх Крістіан вільгельм Леманн-Вілленброк (нім. Heinrich Christian Wilhelm Lehmann-Willenbrock; 11 грудня 1911, Бремен — 18 квітня 1986, Бремен) — німецький офіцер-підводник, фрегаттен-капітан крігсмаріне. Кавалер Лицарського хреста Залізного хреста з дубовим листям.

## Біографія
14 жовтня 1931 року вступив у рейхсмаріне. В квітні 1939 року переведений в підводний флот. З 14 жовтня по 30 листопада 1939 року — командир човна U-8, з 5 грудня 1939 по 11 серпня 1940 року — U-5. Учасник Норвезької кампанії. З 14 вересня 1940 року — командир U-96, на якій здійснив 8 походів (267 днів в морі). Найбільш вдалим для Леманна став 3-й похід до узбережжя США, під час якого він потопив 7 кораблів загальною водотоннажністю 49 490 брт. З 1 квітня 1942 року — командир 9-ї флотилії підводних човнів в Бресті. З 2 вересня 1944 року — командир U-256, на якому при загрозі висадки союзників перейшов в Берген, здійснивши 44-денний похід. З грудня 1944 року — командир 11-ї флотилії підводних човнів в Бремені.
Всього за час бойових дій потопив 24 ворожих кораблі (170 237 брт), безповоротно вивів з ладу 1 корабель (8 888 брт) і пошкодив 2 кораблі (15 864 брт).
| Дата потоплення | Назва корабля                  | Тип                   | Тоннаж | Вантаж                                                                                      | Екіпаж | Загинули | Країна             | Конвой |
| --------------- | ------------------------------ | --------------------- | ------ | ------------------------------------------------------------------------------------------- | ------ | -------- | ------------------ | ------ |
| 11 грудня 1940  | Rotorua                        | Пасажирський пароплав | 10,890 | 10 803 тонни генеральних вантажів, у тому числі охолодженого м'яса, масла і вовни           | 131    | 23       | Британська імперія | HX-92  |
| 11 грудня 1940  | Towa                           | Торговий пароплав     | 5,419  | 7778 тонн зерна і 48 вантажних автомобілів                                                  | 37     | 18       | Нідерланди         | HX-92  |
| 12 грудня 1940  | Stureholm                      | Торговий теплохід     | 4,575  | 6850 тонн сталі і металобрухту                                                              | 32     | 32       | Швеція             | HX-92  |
| 12 грудня 1940  | Macedonier                     | Торговий пароплав     | 5,227  | 6800 тонн фосфатів                                                                          | 41     | 4        | Бельгія            | HX-92  |
| 14 грудня 1940  | Western Prince                 | Пасажирський теплохід | 10,926 | 3384 тонни недорогоцінних металів, 1864 тонни продовольства і 511 тонн генеральних вантажів | 169    | 15       | Британська імперія |        |
| 14 грудня 1940  | Empire Razorbill (пошкоджений) | Торговий пароплав     | 5,118  | Вугілля                                                                                     | ?      | 0        | Британська імперія | OB-257 |
| 18 грудня 1940  | Pendrecht (пошкоджений)        | Тепловий танкер       | 10,746 |                                                                                             | ?      | 0        | Нідерланди         | OB-259 |
| 16 січня 1941   | Oropesa                        | Пасажирський пароплав | 14,118 | 8252 тонни генеральних вантажів, у тому числі міді і кукурудзи                              | 249    | 106      | Британська імперія |        |
| 17 січня 1941   | Almeda Star                    | Пасажирський пароплав | 14,936 | Генеральні вантажі                                                                          | 360    | 360      | Британська імперія |        |
| 13 лютого 1941  | Clea                           | Тепловий танкер       | 7,987  | Адміралтейський мазут                                                                       | 59     | 59       | Британська імперія | HX-106 |
| 13 лютого 1941  | Arthur F. Corwin               | Тепловий танкер       | 10,516 | 14 500 тонн моторного бензину                                                               | 46     | 46       | Британська імперія | HX-106 |
| 18 лютого 1941  | Black Osprey                   | Торговий пароплав     | 5,589  | 4500 тонн сталі і вантажівки                                                                | 37     | 26       | Британська імперія | HX-107 |
| 22 лютого 1941  | Scottish Standard              | Тепловий танкер       | 6,999  | Баласт                                                                                      | 44     | 5        | Британська імперія | OB-287 |
| 23 лютого 1941  | Anglo-Peruvian                 | Торговий пароплав     | 5,457  | 3015 тонн вугілля                                                                           | 46     | 29       | Британська імперія | OB-288 |
| 24 лютого 1941  | Linaria                        | Торговий пароплав     | 3,385  | 2501 тонна вугілля                                                                          | 35     | 35       | Британська імперія | OB-288 |
| 24 лютого 1941  | Sirikishna                     | Торговий пароплав     | 5,458  | Баласт                                                                                      | 43     | 43       | Британська імперія | OB-288 |
| 28 квітня 1941  | Caledonia                      | Тепловий танкер       | 9,892  | 13 745 тонн дизельного палива і мазуту                                                      | 37     | 12       | Норвегія           | HX-121 |
| 28 квітня 1941  | Oilfield                       | Тепловий танкер       | 8,516  | 11 700 тонн бензолу                                                                         | 55     | 47       | Британська імперія | HX-121 |
| 28 квітня 1941  | Port Hardy                     | Торговий пароплав     | 8,897  | 4000 тонн баранини, 3000 тонн сиру, 700 тонн цинку і генеральних вантажів                   | 98     | 1        | Британська імперія | HX-121 |
| 19 травня 1941  | Empire Ridge                   | Торговий пароплав     | 2,922  | 3500 тонн залізної руди                                                                     | 33     | 31       | Британська імперія | HG-61  |
| 5 липня 1941    | Anselm                         | Військовий транспорт  | 5,954  |                                                                                             | 1316   | 254      | Британська імперія |        |
| 31 жовтня 1941  | Bennekom                       | Торговий пароплав     | 5,998  | 900 тонн генеральних вантажів і 300 тонн державних товарів                                  | 56     | 9        | Нідерланди         | OS-10  |
| 19 лютого 1942  | Empire Seal                    | Торговий теплохід     | 7,965  | 4500 тонн сталі                                                                             | 57     | 1        | Британська імперія |        |
| 20 лютого 1942  | Lake Osweya                    | Торговий теплохід     | 2,398  | Генеральні вантажі                                                                          | 39     | 39       | США                |        |
| 22 лютого 1942  | Torungen                       | Торговий пароплав     | 1,948  | Папір і целюлоза                                                                            | 19     | 19       | Норвегія           |        |
| 22 лютого 1942  | Kars (безповоротно втрачений)  | Тепловий танкер       | 8,888  | 12700 тонн авіаційного бензину і мазуту                                                     | 47     | 46       | Британська імперія |        |
| 9 березня 1942  | Tyr                            | Торговий теплохід     | 4,265  | Баласт                                                                                      | 31     | 13       | Норвегія           |        |

В травні 1945 року взятий в полон британськими військами. В травні 1946 року звільнений. Після війни займався підйомом затонулих кораблів, брав участь в регатах, служив на комерційних кораблях. З 1969 року — капітан наукового судна «Отто Ган», яким командував понад 10 років. Тривалий час очолював Товариство підводників Бремена, яке після смерті Леманна отримало його ім'я.

## Кінематограф
В 1981 році був консультантом на зйомках фільму «Підводний човен».

## Звання
- Кандидат в офіцери (1 квітня 1931)
- Кадет (14 жовтня 1931)
- Фенріх-цур-зее (1 січня 1933)
- Лейтенант-цур-зее (1 квітня 1935)
- Оберлейтенант-цур-зее (1 січня 1937)
- Капітан-лейтенант (1 жовтня 1939)
- Корветтен-капітан (26 лютого 1943)
- Фрегаттен-капітан (18 грудня 1944)

## Нагороди
- Медаль «За вислугу років у Вермахті» 4-го класу (4 роки; 2 жовтня 1936)
- Залізний хрест
  - 2-го класу (20 квітня 1940)
  - 1-го класу (31 грудня 1940)
- Тричі відзначений у Вермахтберіхт (14 грудня 1940, 25 лютого і 20 травня 1941)
- Нагрудний знак підводника з діамантами
  - знак (2 січня 1941)
  - діаманти (1942)
- Лицарський хрест Залізного хреста з дубовим листям
  - лицарський хрест (26 лютого 1941)
  - дубове листя (№ 51; 31 грудня 1941)
- Хрест «За військову доблесть» (Італія) з мечами (1 листопада 1941)
- Нагрудний знак «За поранення» в чорному (8 травня 1942)
- Хрест Воєнних заслуг 2-го класу з мечами (30 січня 1944)
- Фронтова планка підводника (19 жовтня 1944)
- Орден «За заслуги перед Федеративною Республікою Німеччина», кавалерський хрест (1974) — за заслуги з використання атомного двигуна у важких морських умовах.